# Duyên trầu cau
Duyên trầu cau là một bộ phim truyền hình được thực hiện bởi Hãng phim truyện Nhà văn do Nguyễn Minh Cao làm đạo diễn. Phim phát sóng vào lúc 20h00 từ Chủ Nhật đến thứ 5 hằng tuần, bắt đầu từ ngày 15 tháng 10 năm 2013 và kết thúc vào ngày 28 tháng 11 năm 2013 trên kênh HTV7.

## Nội dung
Duyên trầu cau kể về những người trẻ sống ở làng nghề truyền thống trồng trầu cau vùng ven thành phố đang đối diện với cơn lốc đô thị hóa. Nhân vật chính là Trúc (Kim Va), đã tốt nghiệp Trường cao đẳng Văn hóa, trở về làm cán bộ xã với hoài bão bảo tồn văn hóa làng nghề trầu cau quê mình.

## Diễn viên
- Thanh Thức trong vai Hai Hùng[5]
- Kim Va trong vai Trúc
- Phương Hằng trong vai Út Mơ
- Mio Kiều Chinh trong vai Thảo
- Đức Nhã trong vai Hai Long
- Linh Tý trong vai Khiêm
- Trường Thịnh trong vai Ba Đương
- Chánh Thuận trong vai Tám Hòa
- Trung Dân trong vai Ông Út Trắc
- Phi Phụng trong vai Bà Út Trắc
- Xuân Hiệp trong vai Phương
- Đình Hiếu trong vai Tư Quy Hoạch

Cùng một số diễn viên khác....

## Giải thưởng
| Năm  | Giải thưởng | Hạng mục                              | (Người) đề cử | Kết quả   | Tham khảo   |
| ---- | ----------- | ------------------------------------- | ------------- | --------- | ----------- |
| 2014 | HTV Awards  | Nam diễn viên phụ được yêu thích nhất | Trung Dân     | Đề cử     | [ 6 ]       |
| 2014 | HTV Awards  | Nữ diễn viên phụ được yêu thích nhất  | Phi Phụng     | Đoạt giải | [ 7 ] [ 8 ] |